# Trithemis africana
Trithemis africana – gatunek ważki z rodziny ważkowatych (Libellulidae).